# العلاقات الكاميرونية الميانمارية
العلاقات الكاميرونية الميانمارية هي العلاقات الثنائية التي تجمع بين الكاميرون وميانمار.

## مقارنة بين البلدين
هذه مقارنة عامة ومرجعية للدولتين:
| وجه المقارنة                                              | الكاميرون                      | ميانمار          |
| --------------------------------------------------------- | ------------------------------ | ---------------- |
| المساحة (كم2)                                             | 475.44 ألف                     | 676.58 ألف       |
| عدد السكان (نسمة)                                         | 24.05 مليون                    | 53.37 مليون      |
| الكثافة السكانية (ن./كم²)                                 | 50.58                          | 78.88            |
| العاصمة                                                   | ياوندي                         | نايبيداو، يانغون |
| اللغة الرسمية                                             | لغة فرنسية، لغة إنجليزية       | اللغة البورمية   |
| العملة                                                    | فرنك وسط أفريقي                | كيات ميانماري    |
| الناتج المحلي الإجمالي (بليون دولار)                      | 34.80 مليار                    | 69.32 مليار      |
| الناتج المحلي الإجمالي (تعادل القوة الشرائية) بليون دولار | 72.72 مليار                    | 282.95 مليار     |
| الناتج المحلي الإجمالي الاسمي للفرد دولار أمريكي          | 1.22 ألف                       | 1.16 ألف         |
| الناتج المحلي الإجمالي للفرد دولار أمريكي                 | 2.97 ألف                       |                  |
| مؤشر التنمية البشرية                                      | 0.512                          | 0.536            |
| رمز المكالمات الدولي                                      | +237                           | +95              |
| رمز الإنترنت                                              | .cm                            | .mm              |
| المنطقة الزمنية                                           | توقيت غرب أفريقيا، ت ع م+01:00 | ت ع م+06:30      |

## منظمات دولية مشتركة
يشترك البلدان في عضوية مجموعة من المنظمات الدولية، منها:
| علم المنظمة | اسم المنظمة                        | تاريخ انضمام الكاميرون | تاريخ انضمام ميانمار |
| ----------- | ---------------------------------- | ---------------------- | -------------------- |
|             | مؤسسة التنمية الدولية              | 10 أبريل 1964          | 5 نوفمبر 1962        |
|             | المنظمة الهيدروغرافية الدولية      | ?                      | ?                    |
|             | مؤسسة التمويل الدولية              | 1 أكتوبر 1974          | 3 ديسمبر 1956        |
|             | منظمة حظر الأسلحة الكيميائية       | ?                      | ?                    |
|             | يونسكو                             | 11 نوفمبر 1960         | 27 يونيو 1949        |
|             | الأمم المتحدة                      | 20 سبتمبر 1960         | 19 أبريل 1948        |
|             | الاتحاد الدولي للاتصالات           | 22 ديسمبر 1960         | 15 سبتمبر 1937       |
|             | منظمة الشرطة الجنائية الدولية      | ?                      | ?                    |
|             | البنك الدولي للإنشاء والتعمير      | 10 يوليو 1963          | 3 يناير 1952         |
|             | الاتحاد البريدي العالمي            | ?                      | ?                    |
|             | وكالة ضمان الاستثمار متعدد الأطراف | 7 أكتوبر 1988          | 16 ديسمبر 2013       |
|             | منظمة التجارة العالمية             | ?                      | ?                    |

## وصلات خارجية
- موقع وزارة الخارجية الكاميرونية
- موقع وزارة الخارجية الميانمارية